# Mark Harper

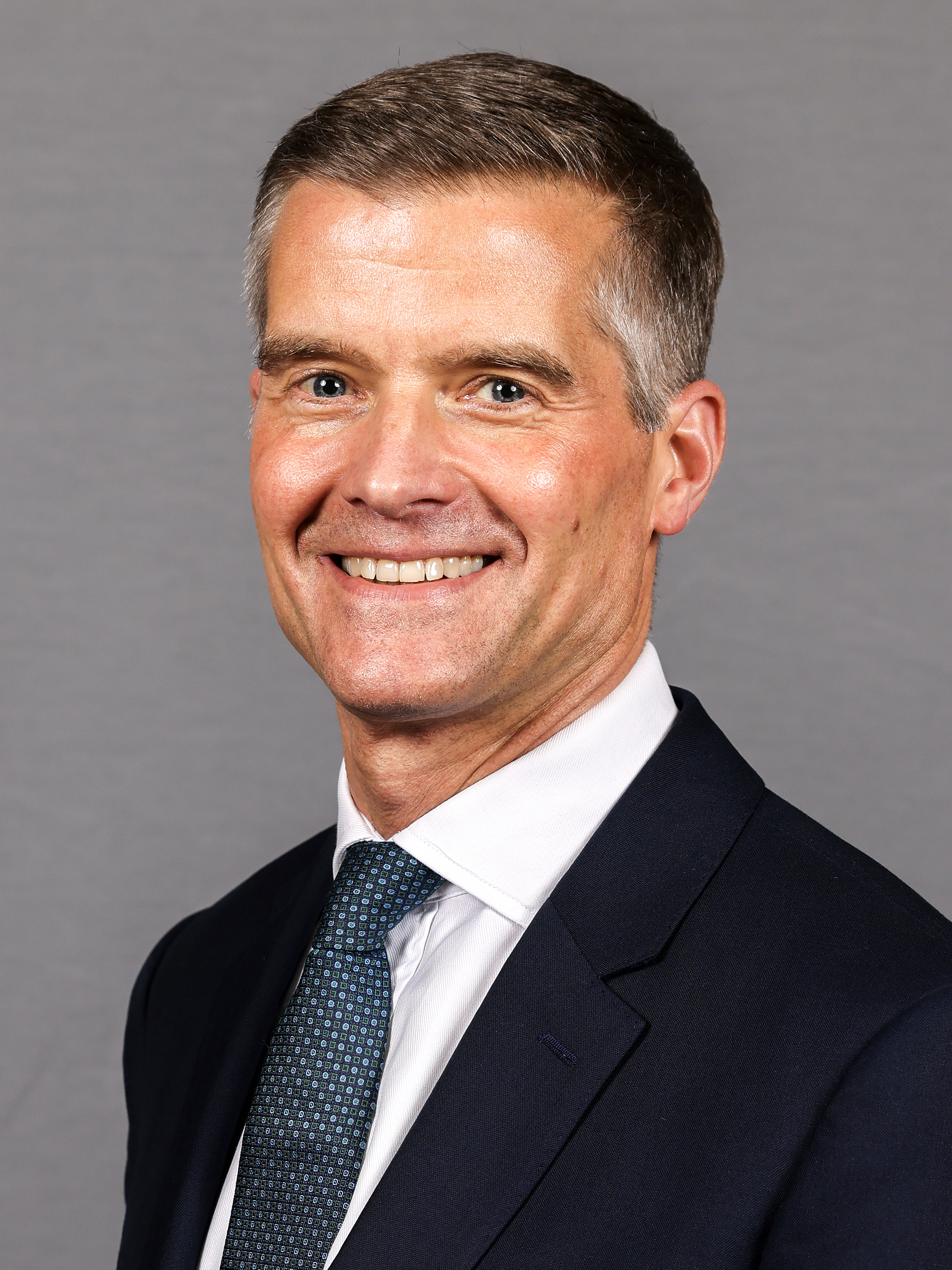
Mark Harper (25. Oktober 2022)

Mark James Harper, PC (* 26. Februar 1970 in Swindon, Wiltshire) ist ein britischer Politiker der Conservative Party, der unter anderem von 2005 bis 2024 Abgeordneter des Unterhauses (House of Commons) sowie von 2022 bis 5. Juli 2024 im Kabinett Sunak Verkehrsminister (Secretary of State for Transport) war.

## Leben
Mark James Harper absolvierte nach dem Besuch der Headlands School in Swindon und des Swindon College ein Studium der Fachrichtung Philosophy, Politics and Economics (PPE) am Brasenose College der Universität Oxford. Nach einer entsprechenden Qualifizierung wurde er 1995 Wirtschaftsprüfer bei KPMG und war bis 2002 für das Mikroelektronikunternehmen Intel in verschiedenen Bereichen tätig, darunter Finanzen, Geschäftsbetrieb und Marketing, bevor er sein eigenes Wirtschaftsprüfungsunternehmen gründete.
Bei der Unterhauswahl am 5. Mai 2005 wurde er als Nachfolger der Labour-Party-Politikerin Diana Organ für die Conservative Party im Wahlkreis Forest of Dean erstmals als Abgeordneter in das Unterhaus (House of Commons) und wurde bei den Unterhauswahlen am 6. Mai 2010, am 7. Mai 2015, am 8. Juni 2017 und am 12. Dezember 2019 jeweils wiedergewählt. Zu Beginn seiner Parlamentszugehörigkeit war er zwischen dem 12. Juli 2005 und dem 6. November 2006 zunächst Mitglied des Verwaltungsausschusses (Administration Committee). Zugleich wurde er am 8. Dezember 2005 in das Schattenkabinett (Shadow Cabinet) der Conservative Party berufen und war zunächst bis zum 1. April 2007 „Schatten-Verteidigungsminister“ sowie daraufhin vom 3. Juli 2007 bis zum 6. Mai 2010 „Schatten-Minister für Arbeit und Pensionen sowie Menschen mit Behinderungen“, wobei er zwischen dem 29. Juni und dem 23. November 2009 auch Mitglied des Ausschusses für Arbeit und Pensionen (Work and Pensions Committee) war.
Nach dem Wahlsieg der Conservative Party bei der Unterhauswahl am 6. Mai 2010 fungierte Harper zwischen dem 12. Mai 2010 und dem 6. September 2012 als Parlamentarischer Sekretär im Kabinettsamt (Parliamentary Secretary, Cabinet Office) mit der Zuständigkeit für politische und verfassungsrechtliche Reformen. Im Anschluss war er als Nachfolger von Damian Green vom 6. September 2012 bis zu seinem Rücktritt wegen einer illegal eingewanderten Reinigungskraft am 8. Februar 2014 Staatsminister für Einwanderung (Minister of State for Immigration) und gehörte nach seinem Ausscheiden aus der Regierung zwischen 10. März und dem 1. September 2014 abermals dem Verwaltungsausschuss als Mitglied an. Er bekleidete vom 15. Juli 2014 bis zum 8. Mai 2015 das Amt als Staatsminister im Ministerium für Arbeit und Pensionen und war als solcher für Menschen mit Behinderungen (Minister of State, Department for Work and Pensions (Disabled People)) zuständig. Im Rahmen einer Umbildung des ersten Kabinetts Cameron wurde er am 8. Mai 2015 Nachfolger von Michael Gove als Erster Parlamentarischer Geschäftsführer der Fraktion der Conservative Party im Unterhaus (Chief Whip of the House of Commons) und war als solcher zugleich bis zu seiner Ablösung durch Gavin Williamson am 14. Juli 2016 auch Parlamentarischer Sekretär im Schatzamt (Parliamentary Secretary to the Treasury). In diesen Funktionen wurde er am 14. Mai 2015 außerdem Mitglied des Privy Council. Er fungierte zwischen dem 10. November 2020 und dem 25. Oktober 2022 als Vorsitzender der COVID Recovery Group, eine informelle Gruppe konservativer Abgeordneter, die sich gegen die Entscheidung der Regierung zur Einführung einer zweiten Lockdown-Periode während der COVID-19-Pandemie aussprach und gegen die Beschränkungen stimmte.
Nachdem Mark Harper zwischen dem 19. und 25. Oktober 2022 kurzzeitig Mitglied des Konferenzausschusses des Sprechers des Unterhaussprechers (Speaker’s Conference Committee) war, übernahm er am 25. Oktober 2022 im Kabinett Sunak das Amt als Verkehrsminister (Secretary of State for Transport).
Harper ist mit Margaret Harper verheiratet.